# Giovanni Battista Grassi
Giovanni Battista Grassi (né le 27 mars 1854 à Rovellasca, dans la province de Côme en Lombardie, et mort le 4 mai 1925 à Rome) est un zoologiste italien de la fin du XIXe et du début du XXe siècle.

## Biographie

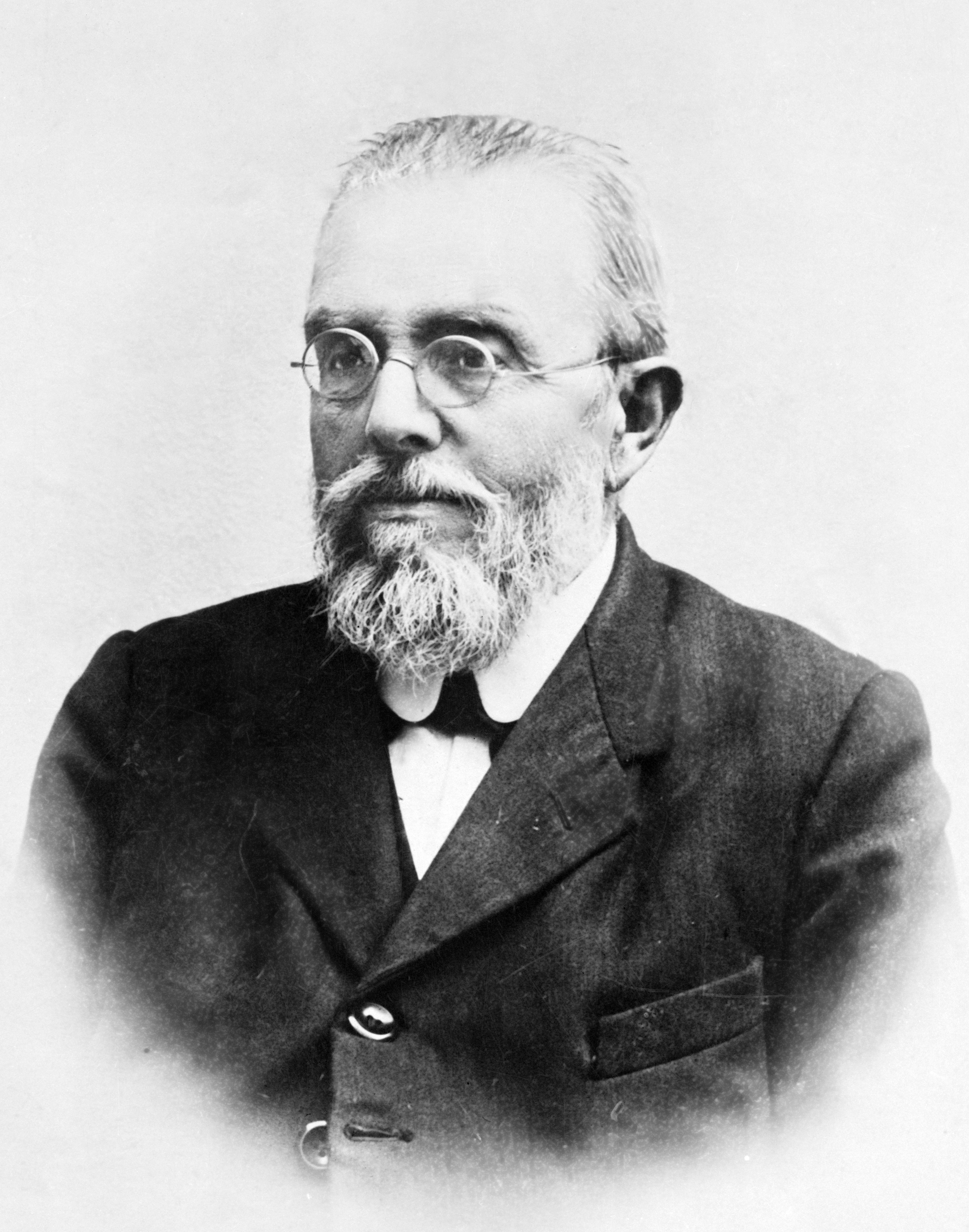
Giovanni Battista Grassi

Giovanni Battista Grassi obtient son doctorat de médecine en 1878 à l’université de Pavie. Il étudie la zoologie à Heidelberg et à Wurtzbourg. Il enseigne la zoologie à Catane à partir de 1883. À partir de 1895, il occupe une chaire d’anatomie comparée à Rome.
Il est notamment l’auteur de I Chetognati (1883), I Progenitori degli insetti e dei miriapodi, l’Japyx e la Campodia (1886), Studi di uno zoologo sulla malaria (1900) et Flagellati viventi nei termiti (1917). Il reçoit la médaille Darwin en 1896 attribuée par la Royal Society.
Il étudie la biologie des vers intestinaux, des termites et des protozoaires. Il s’intéresse particulièrement à la migration des anguilles. Sa contribution la plus importante est sans doute sa démonstration que le moustique transporte, via son système digestif, le plasmodium responsable du paludisme. Avec Amico Bignami (1862-1919), il démontre en 1899 que le cycle vital du plasmodium a besoin du moustique comme étape nécessaire.
L'Italie a émis un timbre poste en sa mémoire le 19 novembre 1955.

## Orientation bibliographique
- E. Capanna (2006). Battista Grassi: a zoologist for malaria, Contributions to Science, 3 (2) : 187-195.  (ISSN 1575-6343)